# Luce Courville
Luce Courville (née à Paris le 27 avril 1923 et morte à Nantes le 24 août 2004) est une bibliothécaire française, notamment spécialiste de Jules Verne.

## Biographie
Devenue conservatrice de la bibliothèque municipale de Nantes en 1962 (restant en fonction jusqu'en 1987), elle y organise et établit le catalogue de nombreuses expositions. Elle est à l'origine de la constitution du fonds Jules Verne. À ce titre, elle devient membre de la Société Jules-Verne dès sa création, en 1969, puis au conseil d'administration de celle-ci, dont elle devient vice-présidente, avant d'être nommée au comité d'honneur. Elle est également à l'initiative de la création du musée Jules-Verne de Nantes, en 1978.
En outre, elle découvre en 1960 que Molière avait déjà paraphé du point-barre-point (qu'il adoptera par la suite) sa signature du 11 juin 1648.

## Hommage
L'une des médiathèques du réseau de la bibliothèque municipale de la ville de Nantes, située dans le quartier Nantes Nord porte aujourd'hui son nom.

## Travaux
Elle est l'auteur de nombreux articles ainsi que des ouvrages suivants :
- En marge des Mémoires d'un touriste ou Comment Stendhal rencontra à Nantes l'homme qui avait un oncle d'Amérique, 1941
- Le Théâtre Graslin de 1813 à 1900: Exposition organisée pour le 150e anniversaire de sa reconstruction, S. Chiffoleau, 1963
- Les Bibliothécaires de la bibliothèque municipale de Nantes au XIXe siècle, 1965
- Exposition Jules Verne, Bibliothèque Municipale de Nantes, 1966
- Exposition Hugues Rebell, 1867-1967, avec François Decré, S. Chiffoleau, 1967
- Napoléon au pays de Cambronne et de Fouché, exposition organisée pour le bicentenaire de la naissance de Napoléon, 1769-1969, avec F. Decré, Bibliothèque Municipale de Nantes, 1969
- Stendhal et Balzac à Nantes et au pays nantais, Bibliothèque Municipale de Nantes, 1971
- Catalogue du Fonds Jules Verne, Bibliothèque Municipale de Nantes, 1978
- Un monde connu et inconnu: Jules Verne, préface, Centre Universitaire de Recherches Verniennes, 1978